# Anna F.

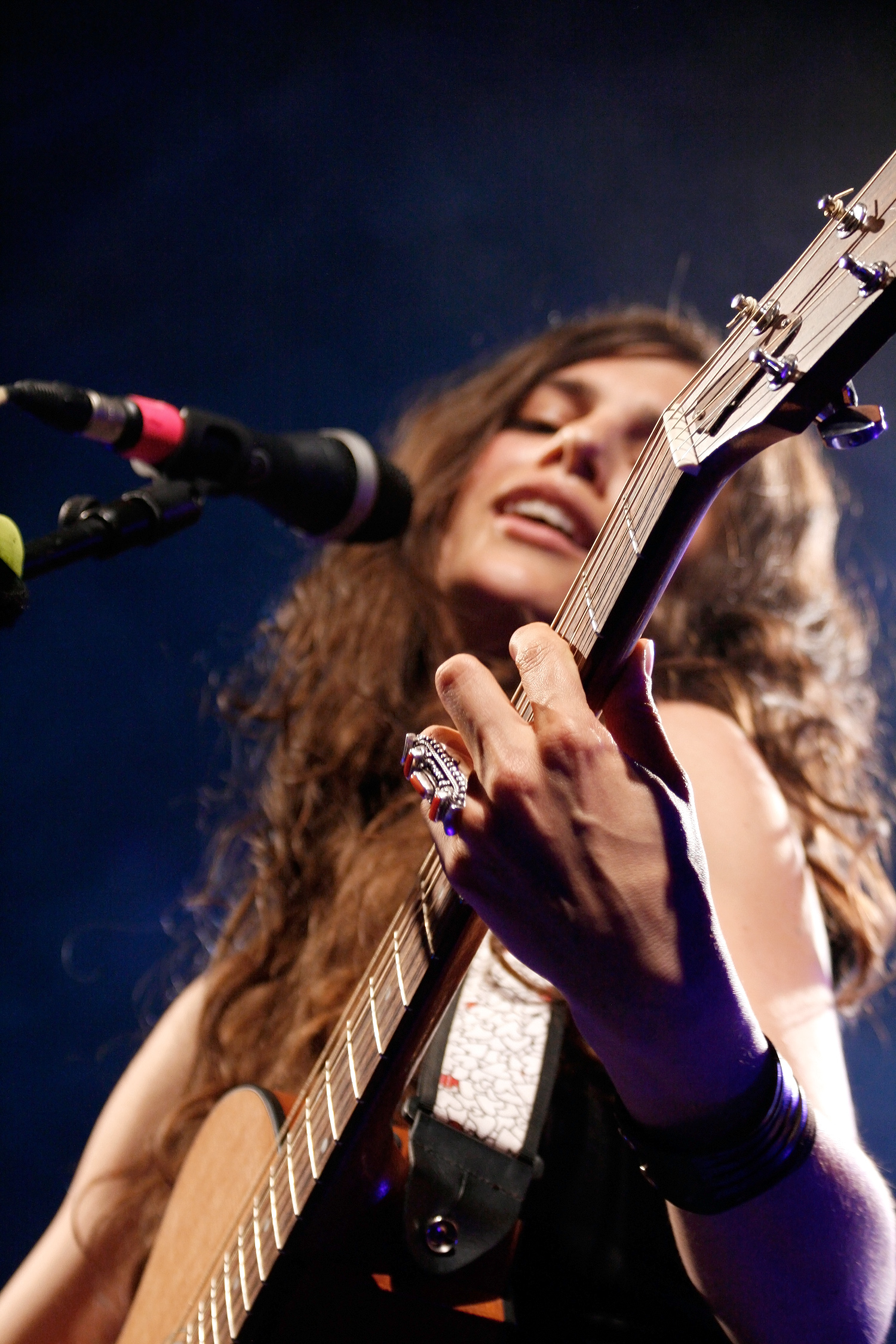
Anna F. (2010)

Anna F. (* 18. Dezember 1985 in Friedberg, Steiermark; eigentlich Anna Wappel) ist eine österreichische Singer-Songwriterin im Bereich von Pop-Rock, Folk und teils auch Anklängen aus der elektronischen Musik. Daneben ist sie als Schauspielerin tätig.

## Karriere
Aufgewachsen in Friedberg in der Steiermark begann sie schon in ihrer Kindheit zu singen. Erste Einflüsse waren die Schallplatten ihrer Eltern von unter anderem Reinhard Mey, Bob Dylan und Joan Baez, dann Rockmusik von Led Zeppelin (Jimmy Page war auch ein Titel auf ihrem Debütalbum), Alanis Morissette und Melissa Etheridge. In Graz studierte sie Anglistik, daneben auch zeitweise Italienisch, Philosophie und Literatur, und arbeitete an den Wochenenden in der Sportredaktion des Fernsehsenders ATV in Wien.
2005 traf sie bei einem Konzert der Gruppe Café Drechsler den Schlagzeuger und Musikproduzenten Alex Deutsch, der ihr, wie sie erzählt, „Kraft und Mut“ gab, ihre musikalischen Interessen weiterzuverfolgen. In den folgenden Jahren wurde er ihr engster Berater, Schlagzeuger in ihrer Band und Produzent ihres ersten Albums. Mit Deutsch und befreundeten Musikern trat sie in diesen Jahren in kleineren Klubs in Graz und Wien, etwa dem B72, auf. Auf dem Album Cafe Drechsler Is Back (2008) war sie als Sängerin im Stück Get the Ball Rolling (feat. Hans K und Anna F) zu hören.

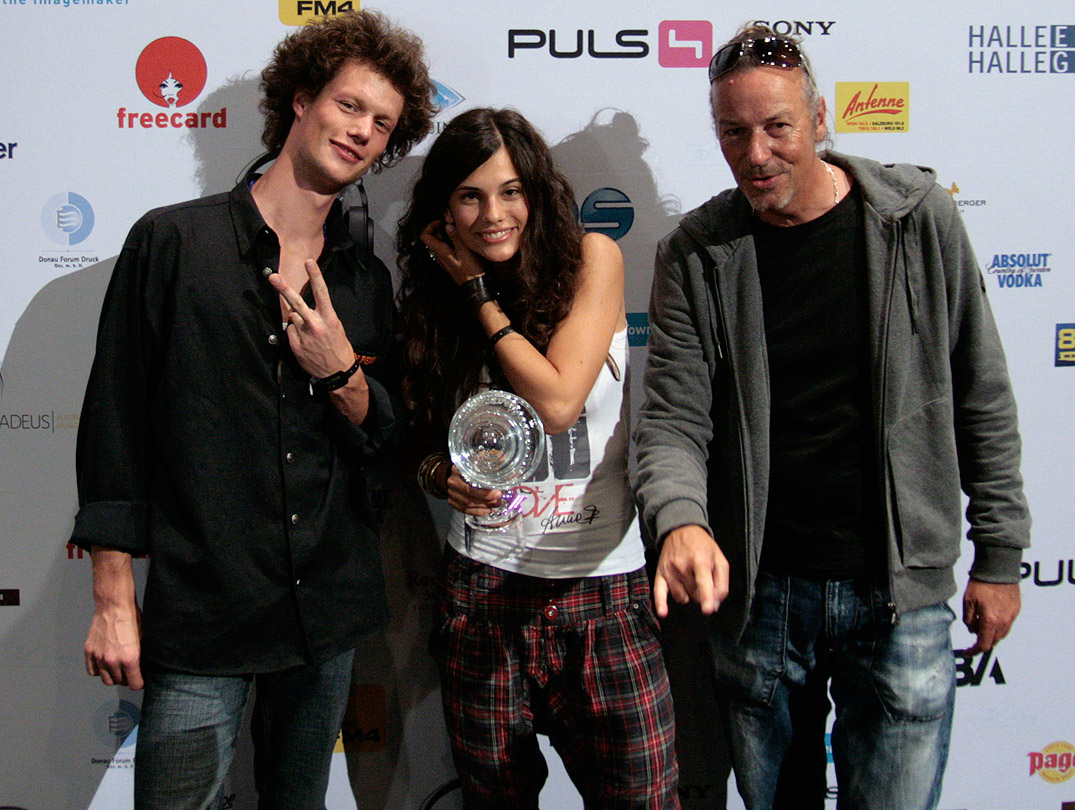
Anna F. mit Bassist Rafael D. Wiener und Alex Deutsch, Amadeus Awards 2009

Bekannt wurde sie Anfang 2009, nachdem ihr Lied Time Stands Still, das sie mit Deutsch und Teddy Kampel in New York aufgenommen und auf ihrer Myspace-Seite online gestellt hatte, als Musik zu einem Fernsehwerbespot der Raiffeisenbankengruppe verwendet wurde, in dem sie auch selbst als Freundin des Skispringers Gregor Schlierenzauer zu sehen war. In der Folge bekam der Song auch Airplay in den österreichischen Radiostationen, wurde als Download veröffentlicht und erreichte Platz 38 der österreichischen Charts. Im Sommer 2009 war sie mit Band als Vorgruppe der Europa-Tournee von Lenny Kravitz zu sehen und trat unter anderem bei der Gala zur Ehrung der österreichischen Sportler des Jahres auf. Bei den Amadeus Austrian Music Awards 2009 gewann sie in der Kategorie „Pop“. Für Aufmerksamkeit in den Medien sorgte das auch, weil sie bis dahin erst ein Lied veröffentlicht hatte und auch, weil sie sich in ihrer Dankesrede bei ihren Sponsoren für die Unabhängigkeit bedankte, die ihr diese Zusammenarbeit gab. Danach gefragt erklärte sie, dass diese Form der Finanzierung sie unabhängig von Musiklabels und deren Einflussnahme auf die Produktion macht. So konnte sie die Studiozeiten für ihr Album von den Einnahmen aus den Banken-Werbespots bestreiten.

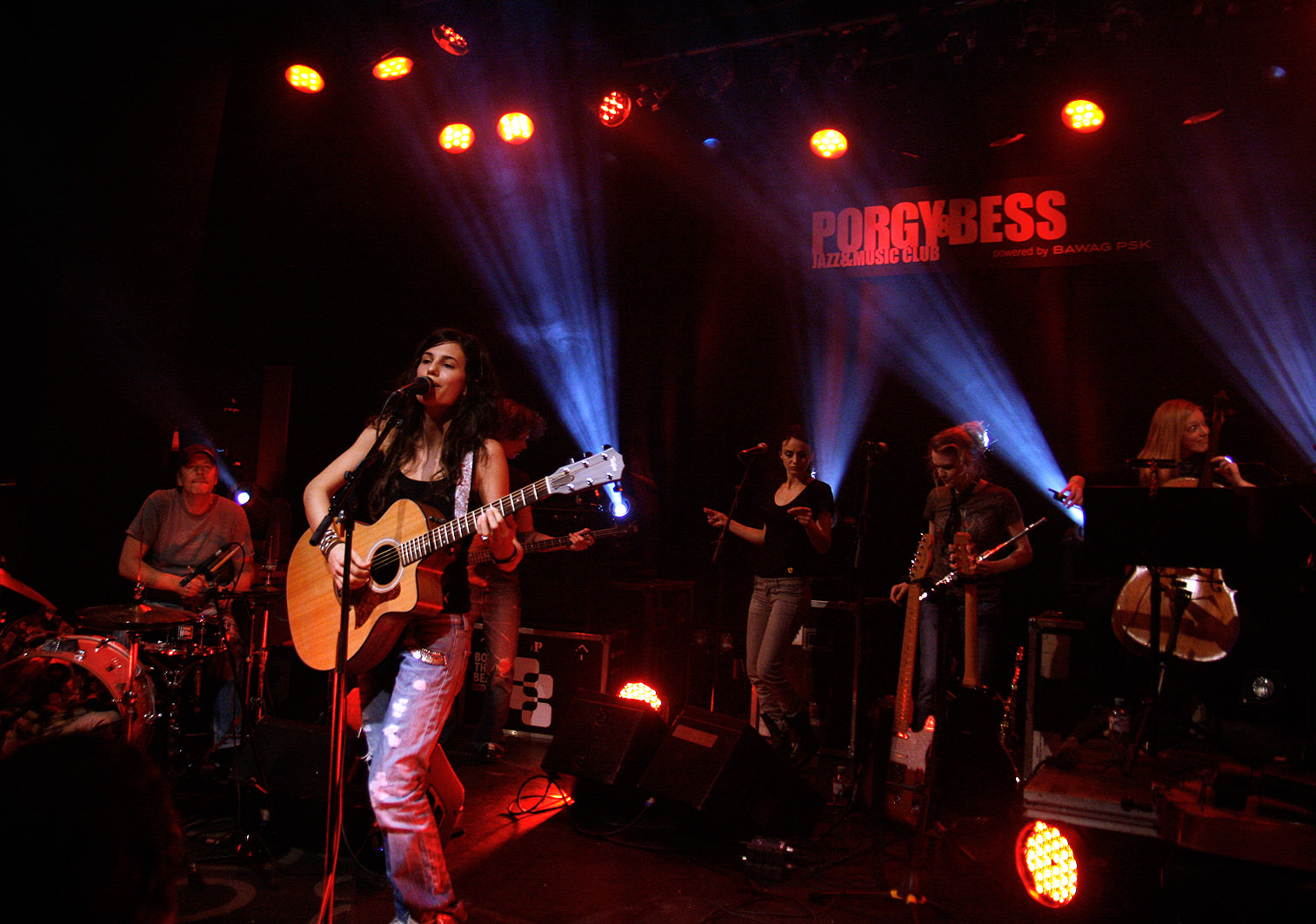
Anna F. (Porgy & Bess 2010)

Nach der auf CD erschienenen Single most of all, die in der Werbung des Raiffeisen-Clubs verwendet wurde, veröffentlichte Anna F. am 5. Februar 2010 ihr Debütalbum … for real auf dem von Deutsch gegründeten Label moerdermusic. Das Album erreichte Platz 3 der österreichischen Charts und wurde im April mit einer Goldenen Schallplatte ausgezeichnet. Bei den Amadeus Awards 2010 gewann sie in den Kategorien „Pop/Rock“ und „Album des Jahres“. Der Albumpräsentation im Wiener Porgy & Bess folgte eine Tour durch Österreich, unter anderem mit einem Auftritt am Donauinselfest, das Album Live from the Mushroom, und 2011 eine Tour durch mehrere Städte in Deutschland.
Anfang 2011 stand sie in Dito Tsintsadzes Spielfilm Invasion erstmals als Schauspielerin vor der Kamera. Premiere des Films war am 30. Juni 2012 am Filmfest München. Im Herbst 2011 war sie eine von vier jungen Künstlern, die für eine TV-Produktion des Senders ARTE auf den Spuren von Jack Kerouacs Roman On the Road durch die Vereinigten Staaten reisten. Der mehrteilige Film (Regie: Hannes Rossacher und Simon Witter) wurde am 29. September 2012 erstmals ausgestrahlt.
2012 zog sie nach Berlin-Prenzlauer Berg. Nach Aufenthalten in Los Angeles, New York und London, von denen sie in einem Video-Tagebuch berichtete und wo sie unter anderem mit Julie Frost, Rick Nowels und Ian Dench an ihren neuen Liedern arbeitete, fand sie hier mit Philipp Steinke auch den Produzenten für ihr neues Album. Seit 2013 ist Anna F. bei Polydor/Island (Universal Music) unter Vertrag. Im August 2013 veröffentlichte sie DNA als ersten Song des kommenden Albums, zuerst als Musikvideo, Anfang September als EP. Am 19. Dezember 2013 präsentierte sie live, während Jan Böhmermanns letzter Lateline, ihren Song Too Far. Ende Februar 2014 erschien ihr neues Album King in the Mirror, mit dem sie im März im Vorprogramm von James Blunt auf Tournee in Deutschland, Österreich, der Schweiz und Italien ist. Anschließend konnte sie sich mit DNA auch in den Top 20 der italienischen Charts platzieren.
In Vorbereitung auf den Eurovision Song Contest 2015 in Österreich gehörte sie zusammen mit Alex Deutsch zu dem vom ORF zusammengestellten Team, das die Kandidaten für den österreichischen Beitrag suchte. Neben Nazar und The BossHoss ist sie auch Coach für die Musiker während der in mehreren Fernsehshows ausgetragenen Auswahl des Teilnehmers Anfang 2015. 2016 stand sie erneut für einen Spielfilm vor der Kamera. Der Mann aus dem Eis, eine von der Gletschermumie „Ötzi“ inspirierte Geschichte, wurde während des Locarno Festivals 2017 erstmals gezeigt.

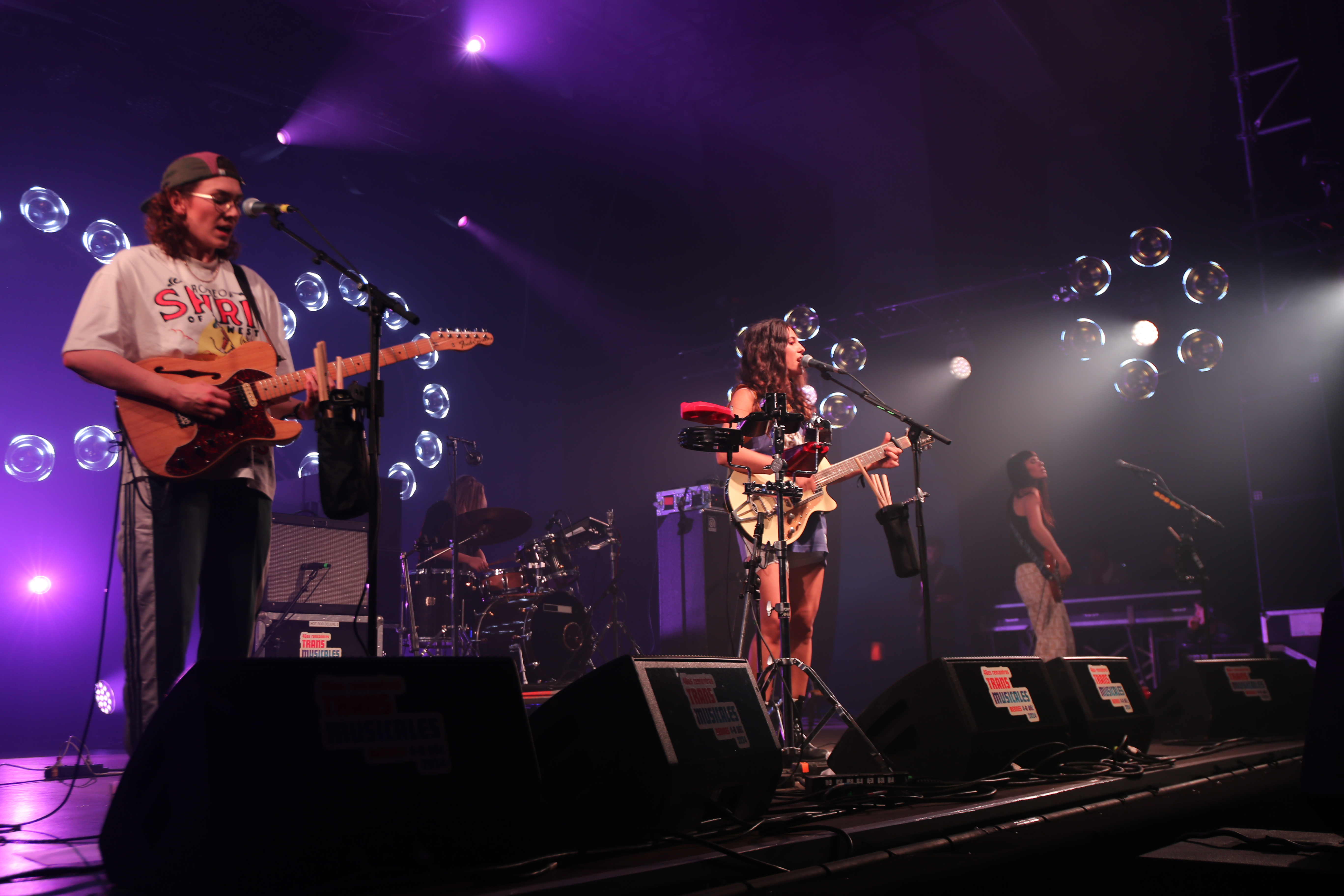
Die Band Friedberg beim Festival Trans Musicales 2024, Rennes

Im Verlauf des Jahres 2018 formierte sich die Band Friedberg mit Anna F(riedberg) als Sängerin. Die erste Single, Boom, erschien am 8. Februar 2019 bei dem ebenfalls nach ihrem Heimatort benannten neu gegründeten Label friedbergmusic.

## Diskografie
Alben
- 2009: For Real (moerder music)
- 2010: Live from the Mushroom (moerder music)
- 2014: King in the Mirror (moerder music)
- 2024: Hardcore Workout Queen (Cloud Hill)

EPs
- 2013: DNA (moerder music)
- 2021: Friedberg: Yeah Yeah Yeah Yeah Yeah Yeah Yeah Yeah (Marathon Artists)

Singles
- 2009: Time Stands Still (südpolmusic)
- 2009: Most of All (moerder music)
- 2010: I Don’t Like You (moerder music)
- 2014: Too Far
- 2015: Friedberg
- 2019: Friedberg: Boom (LGM Records)
- 2019: Friedberg: Go Wild (LGM Records)

## Filmografie
- 2012: Invasion
- 2012: On Jack’s Road (Dokumentation)
- 2017: Der Mann aus dem Eis
- 2018: Jerks. (Staffel 2, Folge 5: Tibet)
- 2022: Landkrimi – Steirerstern
- 2025: Biester (Fernsehserie, 2 Folgen)

## Auszeichnungen
- 2009: Amadeus, ausgezeichnet in der Kategorie „Pop“
- 2010: Goldene Schallplatte für 10.000 verkaufte Alben („… for real“)
- 2010: Amadeus, ausgezeichnet in den Kategorien „Pop/Rock“ und „Album des Jahres“
- 2014: Amadeus, ausgezeichnet in der Kategorie „Song des Jahres“ (DNA)
- 2015: Goldene Schallplatte Italien für 25.000 verkaufte Singles (DNA)